# Operation Frühlingserwachen
Operation Frühlingserwachen  (tyska, ung. "vårligt uppvaknande") var tyskarnas sista offensiv under andra världskriget. Anfallet skedde på östfronten mot Röda armén i Ungern den 6 mars 1945 kring området vid Balatonsjön. Tyskarnas huvudsakliga styrka kom från pansarförband ur Waffen-SS som deltagit i den misslyckade Ardenneroffensiven. Syftet med offensiven var att ta tillbaka Budapest, som hade blivit erövrat av sovjetiska och rumänska styrkor 13 februari 1945, och säkra oljefälten vid Nagykanizsa, Tysklands sista oljekälla.    
Trots mycket ofördelaktiga väder- och terrängförhållanden (marken var mycket lerig vilket innebar att fordon lätt körde fast) togs Röda armén med överraskning och tyskarnas största styrka, den 6. SS Pansararmén under befäl av Sepp Dietrich, lyckades vinna terräng under offensivens första vecka. När väl de sovjetiska befälhavarna insåg närvaron av flera pansardivisioner ur Waffen-SS gick de till motanfall i mitten av mars. Inom några dagar var tyskarna tillbaka där de startat.
Offensiven var således ett misslyckande och att tyskarnas bästa pansarförband sattes in i Ungern visar tydligt Adolf Hitlers ologiska strategiska tänkande mot krigets slutskede. De avsevärda resurser som sattes in i offensiven hade troligtvis kommit till bättre användning på annat håll, till exempel i försvaret av nordöstra Tyskland. 
Strategiskt spelade operationen som sådan mycket liten roll. Dock visade den att Waffen-SS enheter fortfarande besatte avsevärd militär skicklighet och förmåga trots alla militära nederlag. Att de pansardivisioner ur Waffen-SS som deltagit i Ardenneroffensiven lyckades återhämta sig så snabbt och göra sig stridsberedda inför Operation Frühlingserwachen var också anmärkningsvärt.
Misslyckandet för Waffen-SS-pansardivisionerna, vilka ansågs som elitförband, lär ha provocerat fram ett vredesutbrott från Adolf Hitler som beordrade att soldaterna i divisionerna "Leibstandarte SS Adolf Hitler", "Das Reich", "Hohenstaufen" och "Hitlerjugend" skulle ta bort sina armbindlar från uniformerna. SS-förbanden skall ha vägrat lyda denna order. Sepp Dietrich skall ha yttrat "detta är tacken för allt vi gjort de senaste fem åren". Ovanstående omnämns i boken Hitler, Stalins hemliga dossier av Henrik Eberle och Matthias Uhl och nämns ofta i militärhistorisk litteratur som ett exempel på Hitlers bitterhet och att han förlorat förtroendet till och med för sina bästa militära enheter i krigets slutskede.